# Ігнац Зайпель

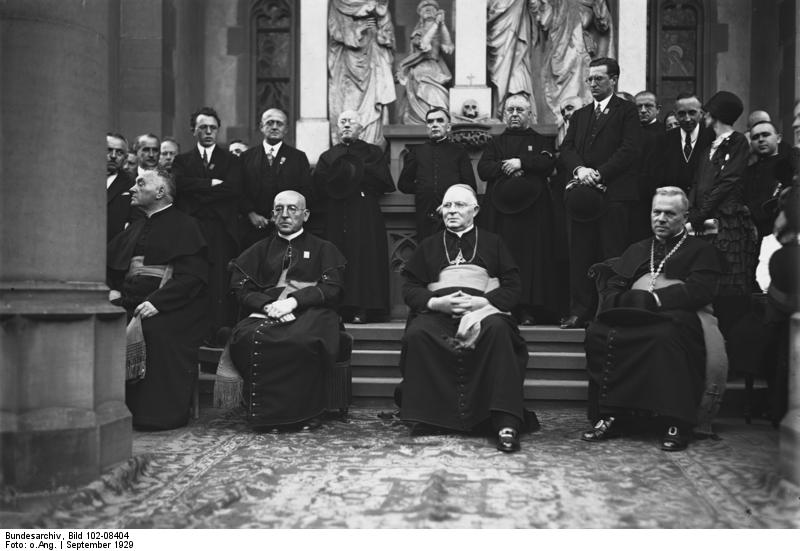
Ігнац Зайпель (перший ряд, другий ліворуч)

Ігнац Зайпель (нім. Ignaz Seipel; 19 липня 1876, Відень — 2 серпня 1932, Перніц) — австрійський політик, Федеральний канцлер Австрії у 1922-24 та 1926-29 роках.

## Біографія
Ігнац Зайпель був священиком у католицькій церкві. Згодом він здобув докторський ступінь з теології у 1903 році у Віденському університеті. Він був членом Християнської соціалістичної партії. під час Першої світової війни, написав багато відомих праць, в тому числі «Нація і Держава» (нім. Nation und Staat 1916), що допомогла посилити його роль у подальшому партійному житті. У своїх працях, на відміну від більшості його сучасників, таких як Вудро Вільсон та його риторика, він вбачав первинною функцією держави — захист суверенітету, а потім нації.
Вперше Ігнац Зайпель вступив на пост Федерального канцлера у 1922 році та зберігав повноваження до 1924 року. Вдруге він займав цю посаду з 1926 до 1929 року. Його головною політикою було підтримання співробітництва між багатими промисловцями й воєнізованими підрозділами Хеймверу. Це призвело до посилення насильства на вулицях, що вилилось у масові заворушення, названі «Різнею 15 липня 1927 року».
Його політика також призвела до зростання невдоволення серед профспілок, й у червні 1924 року було здійснено замах на його життя.
У галузі зовнішніх відносин він підписав Протокол про реорганізацію Австрії в рамках Ліги Націй (4 жовтня 1922), а також уклав угоду з урядом Італії щодо координації зовнішньої політики між двома країнами.